# Guzki (Pisz)
Pour les articles homonymes, voir Guzki.
Guzki est un village polonais de la gmina de Biała Piska, dans le powiat de Pisz, voïvodie de Varmie-Mazurie, au nord-est du pays.
Il est situé à environ 14 km au sud-est de Pisz et à 100 km à l'est de la capitale régionale Olsztyn.